# Boletina pectinunguis
Boletina pectinunguis är en tvåvingeart som beskrevs av Edwards 1932. Boletina pectinunguis ingår i släktet Boletina och familjen svampmyggor. Arten är reproducerande i Sverige. Inga underarter finns listade i Catalogue of Life.